# Exit... Stage Left
| 전문가 평가   | 전문가 평가 |
| 평가 점수     | 평가 점수   |
| 출처          | 점수        |
| ------------- | ----------- |
| AllMusic      | [ 1 ]       |
| Rolling Stone | [ 2 ]       |

《Exit... Stage Left》는 캐나다의 록 밴드 러시의 두 번째 라이브 음반으로, 1981년 10월 29일, 앤섬 레코드에서 더블 음반으로 발매되었다. 여덟 번째 스튜디오 음반 《Moving Pictures》 (1981년)를 지지하는 투어를 한 후, 밴드는 지난 2년 동안 만든 음반들을 모아서 프로듀서 테리 브라운과 함께 라이브 음반을 프로듀싱했다. 이 음반은 1980년 6월부터 《Permanent Waves》 (1980년) 투어에 이어 1981년 3월부터 《Moving Pictures》 투어에 녹음된 음반을 수록하고 있다.
이 음반은 음악 평론가들로부터 대부분 긍정적인 반응을 얻었고 영국에서는 6위, 캐나다에서는 7위, 미국에서는 10위에 올랐다. 이 음반은 미국 음반 산업 협회로부터 100만 장이 팔린 것으로 플래티넘 인증을 받았다. 1982년 《Moving Pictures》 투어에서 밴드를 기록한 같은 제목의 홈 비디오가 출시되었다. 《Exit... Stage Left》는 2004년 《클래식 록》 매거진이 선정한 역대 아홉 번째 베스트 라이브 음반이다.

## 녹음 및 제작
《Exit... Stage Left》의 2편은 1980년 6월 10일부터 11일까지 스코틀랜드 글래스고의 아폴로에서 일곱 번째 스튜디오 음반 《Permanent Waves》를 위한 밴드의 투어 동안 녹음되었다. 나머지 3면은 1981년 3월 27일, 캐나다 몬트리올에서 열린 포럼에서 여덟 번째 음반 《Moving Pictures》의 후속 투어 중 녹음되었다.
1981년 투어 후, 밴드는 캐나다 퀘벡의 모린 하이츠에 있는 르 스튜디오로 후퇴하여 두 투어에서 녹음한 녹음을 편집하고 혼합하였다. 그 밴드는 라이브 음반에 넣을 수 있는 최고의 공연을 찾기 위해 자료를 검토했다. 그들은 기술적 결함이나 잘못된 노트가 다른 허용 가능한 성능에 영향을 미치기에 충분하다는 것을 발견했고, 그래서 그들은 테이프 컬렉션의 부품을 사용하여 결함을 편집하기로 선택했다. 1993년, 게디 리는 밴드가 음이 맞지 않는 기타가 없는 통로를 수정하기 위해 스튜디오에 새로운 섹션을 추가해야 한다고 밝혔다. 두 멤버 모두 오랜 프로듀서인 테리 브라운에게 임무를 맡긴 이 음반의 제작에 기여하지 못했다. 제작 기간 동안 러시는 〈Subdivisions〉를 작곡하고 녹음했는데, 이 곡은 그들의 다음 스튜디오 음반인 《Signals》에서 발매될 것이다.
음반이 완성되자마자, 닐 피어트는 첫 번째 라이브 음반인 《All the World's a Stage》보다 《Exit... Stage Left》가 더 행복했다면서, 후자의 음질이 고르지 못한 것에 주목했다. 그러나 이후 몇 년 동안, 알렉스 라이프슨은 《Exit... Stage Left》에 대한 비판적인 시각을 발전시켜, 이 그룹이 관객 소음의 수준을 낮추어 부분적으로 "너무 완벽한" 사운드를 내려고 노력했고, 라이프슨은 음반이 《All the World's a Stage》만큼 신선하고 생동적이지 않게 들리며 결과적으로 밴드를 목표로 삼았다고 생각했다. 러쉬의 세 번째 라이브 음반인 《A Show of Hands》로 두 사람 사이의 "중간 땅"이 되었다. 그럼에도 불구하고, 이 음반은 여전히 팬들이 가장 좋아하는 음반으로 남아 있다.

## 커버 아트
러시의 이전 8개 스튜디오 음반 커버의 각 항목은 이 라이브 음반의 앞면과 뒷면 커버에서 볼 수 있지만, 각각의 항목은 어떤 식으로든 수정되었다. 《Fly by Night》의 흰올빼미가 《Permanent Waves》의 폴라 턴불 옆에 서 있는 《Hemispheres》의 남성 아폴론 위로 날아간다. 《A Farewell to Kings》의 꼭두각시 왕은 《Rush》의 밴드 로고가 새겨진 상자 위에 앉아 있다. 그의 옆에는 《Moving Pictures》의 이삿짐꾼 중 한 명이 들고 있는 《Caress of Steel》 음반 커버 그림이 있고, 뒤에 또 다른 이삿짐이 서 있다. 이 옆에는 《Hemispheres》의 누드남인 디오니소스가 있다. 이 장면 뒤에는 《2112》의 스타맨이 "EXIT" 간판 옆에 걸려 있다. 이 장면은 토론토의 당시 버려진 윈터 가든 극장에서 촬영되었다.
러시의 첫 번째 라이브 음반인 《All the World's a Stage》는 뉴욕주 버펄로의 버펄로 메모리얼 오디토리움에서 열린 콘서트에서 찍은 커버의 배경 이미지로 대표되기도 한다. 두 음반 커버 모두 러시의 빈 무대에서의 라이브 무대를 보여주지만, 밴드는 《Exit... Stage Left》가 발매될 때까지 더 이상 화이트 카펫을 사용하지 않았다.

## 곡 목록
모든 곡들은 특별한 언급이 없는 한 게디 리, 알렉스 라이프슨 그리고 닐 피어트에 의해 작사/작곡하였다.
| #  | 제목                    | 작사·작곡  | 재생 시간 |
| -- | ----------------------- | ---------- | --------- |
| 1. | 〈The Spirit of Radio〉 |            | 5:11      |
| 2. | 〈Red Barchetta〉       |            | 6:46      |
| 3. | 〈YYZ (기악)〉          | 리, 피어트 | 7:43      |

| #  | 제목                          | 작사·작곡                       | 재생 시간 |
| -- | ----------------------------- | ------------------------------- | --------- |
| 4. | 〈A Passage to Bangkok〉      |                                 | 3:45      |
| 5. | 〈Closer to the Heart〉       | 리, 라이프슨, 피어트, 피터 탤벗 | 3:08      |
| 6. | 〈Beneath, Between & Behind〉 | 라이프슨, 피어트                | 2:34      |
| 7. | 〈Jacob's Ladder〉            |                                 | 8:46      |

| #   | 제목             | 작사·작곡 | 재생 시간 |
| --- | ---------------- | --------- | --------- |
| 8.  | 〈Broon's Bane〉 | 라이프슨  | 1:37      |
| 9.  | 〈The Trees〉    |           | 4:50      |
| 10. | 〈Xanadu〉       |           | 12:09     |

| #   | 제목                    | 작사·작곡                           | 재생 시간 |
| --- | ----------------------- | ----------------------------------- | --------- |
| 11. | 〈Freewill〉            |                                     | 5:31      |
| 12. | 〈Tom Sawyer〉          | 리, 라이프슨, 피어트, 파이 두보이스 | 4:59      |
| 13. | 〈La Villa Strangiato〉 |                                     | 9:37      |

## 인증
| 국가                       | 인증     | 판매량/출하량 |
| -------------------------- | -------- | ------------- |
| 캐나다 (뮤직 캐나다)       | 플래티넘 | 100,000^      |
| 영국 (BPI)                 | 실버     | 60,000^       |
| 미국 (RIAA)                | 플래티넘 | 1,000,000^    |
| ^출하량을 기반으로 한 인증 |          |               |